# Solo grazie
Solo grazie è il secondo album del cantante italiano Giuseppe Cionfoli, pubblicato dalla casa discografica Cultura & Musica nel 1982.
I brani sono composti dall'interprete insieme a Cavaros, che cura gli arrangiamenti.
Il brano del titolo è stato presentato al Festival di Sanremo 1982, qualificandosi per la serata finale, ed è stato pubblicato come singolo su 45 giri insieme a Una risposta personale.

## Tracce
Lato A
1. Solo grazie – 4:11
2. Maranatha – 2:58
3. Cantico delle creature – 4:43
4. Una risposta per tutti – 4:10
5. Preghiera semplice – 3:40

Durata totale: 19:42
Lato B
1. Una risposta personale – 4:03
2. Se ti amassi veramente – 2:44
3. Madre di Dio – 3:53
4. Preghiera al Crocefisso – 4:07
5. San Damiano – 4:28

Durata totale: 19:15

## Formazione
- Giuseppe Cionfoli - voce, chitarra
- Nando Di Modugno - chitarra
- Carmine Macina - Flauto
- Angelo De Stradis - percussioni
- Ersilia Zambetta - violino
- Rosa Cavalieri - tastiere
- A. De Carolis - coro
- F. Claret - coro
- G. Torquato - coro